# Волинець Методій Іванович
Волинець Методій (Михтодь) Іванович (нар. 3 березня 1926, Іванівка, тепер Травневе —1 червня 2023) — письменник, автор поетичних та прозових творів, громадський діяч, правозахисник.

## Життєпис
Походив із простої селянської сім'ї. Батько Іван Михайлович та мати Євдокія Данилівна працювали у місцевому колгоспі.
Перші чотири класи вчився у рідному, а 5-7 клас - у сусідньому селі Березівці (тепер Садове). Перед Другою світовою війною протягом року навчався в Коростишівській педагогічній школі ім. Франка, екзамени за перший курс складав уже після початку Німецько-радянської війни 1941 року.
Війну пережив на окупованій нацистськими військами території у своєму селі. Був учасником антифашистського підпілля, воював у складі місцевого партизанського загону Волкова-Кучеренка. Знання німецької мови робило суттєво допомагало в розвідці.
Після взяття району під контроль військами СРСР, з січня по березень 1944 року працював секретарем сільської ради і бухгалтером колгоспу.
У квітні 1944 року призваний до армії, під час служби створив і очолив націоналістичну підпільну групу «Спілка вільної української молоді». За участь у цій групі був засуджений до 25 років позбавлення волі, реабілітований у 1957 році. Після звільнення працював на шахтах Кузбасу, закінчив вечірню школу, пізніше з відзнакою Кемеровський філіал Всесоюзного фінансово-економічного інституту.
В 1964 році повернувся на батьківщину. Працював в Коростишівській райсільгосптехніці бухгалтером, начальником планово-виробничого відділу райміжколгоспбуду.
19 вересня 1980 року проти Михтодя порушено справу «За розповсюдження завідомо неправдивих вигадок, що паплюжать радянський державний і суспільний лад». Дали за це три роки.
Відбував покарання в таборі суворого режиму у селі Райки Бердичівського району Житомирської області. У грудні 1981 року адміністрація табору спровадила Волинця на поселення до Пермської області.
19 вересня 1983 року одержав документи про звільнення, наступного дня вилетів додому. У Коростишеві працював бухгалтером на ремзаводі, економістом, майстром капітального ремонту. У 1986 році вийшов на пенсію.
З настанням «перебудови» Волинець вів просвітницьку, громадську і політичну роботу. 1989 року заснував у Коростишеві Асоціацію дослідників голодомору, учасник двох міжнародних її симпозіумів, опублікував свої спогади про голод 1933 року, організовував виступи інших очевидців. Він член— засновник Української Республіканської партії, «Просвіти» та Всеукраїнського об'єднання ветеранів у районі. Провів багато зустрічей, лекцій, уроків.
1991 року реабілітований Військовою комісією Верховного Суду Російської Федерації та відповідно до Закону УРСР від 17.04.1991 року «Про реабілітацію жертв політичних репресій на Україні».
З жовтня 2002 року Михтодь Волинець проживає у місті Ворзель під Києвом.

## Творчість
З юнацьких років писав вірші. Деякі друкувалися у львівських газетах. Він автор численних рецензій, літературних розвідок, оповідань та віршів. Поетичним доробком Михтодя Волинця захоплювався Улас Самчук у своїх мемуарах «На білому коні».
В 1964 році, після повернення з Кемеровської області багато пише і публікується в журналах, зокрема, «Україна», газетах «Радянська Житомирщина», «Літературна Україна», «Комсомольська зірка».
З початку 90-х років і до нинішнього часу письменник неодноразово друкувався у газетах «Народна газета», «Українське слово», «За вільну Україну», «Вільне слово» та навіть у газеті «Time» з сотнями публікацій різних жанрів.
Багато поетичних творів було опубліковано в місцевій «Коростишівській газеті».
Михтодь Волинець є одним з співавторів книги-меморіалу «Голод:33», друкував в'язничі вірші в книзі «З облоги ночі», в альманасі «Косень», журналі «Зона» та газеті «Слово Просвіти».
Автор поетичної збірки «Не вертайтесь, літа мої» та кількатомних спогадів «Я бачив пекло на землі».

## Основні твори
- Волинець Михтодь Іванович (Про голод) // 33-й голод: Народна Книга-Меморіал /Упоряд.: Л. Б. Коваленко, В. А. Маняк.- К.: Рад. письменник, 1991.— С.270-274.
- Волинець М. Не вертайтесь, літа мої… .— Житомир: «АСА», 1999.— 96с.
- Волинець М. В'язничі молитви: Вірш // Косень: Літературно— мистецький та громадсько— політичний журнал, 1999.— № 1.— С.13.
- Волинець М. Донощикам. Хоч сльозу: Вірші // Косень: Літературно— мистецький та громадсько— політичний журнал, 1999.— № 1.— С.13.
- Волинець М. Дві зустрічі: Бувальщина // Житичі і світ: Літературно— мистецький альманах .— Малин, 2005 .- № 6 .- 71с.
- Волинець М. Я бачив пекло на землі. т.1. Село у нашій Україні.— Видавець ПП Пасічник М. П., 2008.— 584 с.
- Волинець М. Я бачив пекло на землі… т.2. Серед блискавиць і громів.— Видавець ПП Пасічник М. П., 2008.— 280 с.
- Волинець М. Я бачив пекло на землі. Книга 3. Невільний найманець.— Видавець ПП Пасічник М. П., 2008.— 488 с.
- Волинець М. Я бачив пекло на землі. Книга 4. Мої сталінські університети.— Житомир: ПП «Рута», 2009.— 464 с.— ISBN 978-966-2936-31
- Волинець М. Я бачив пекло на землі: Книга 5. Чорна тайжина / Михтодь Волинець.— Видавець ПП Пасічник М. П., 2009.— 280 с.
- Волинець М. Я бачив пекло на землі: Книга 6. На нашій— не своїй землі / Михтодь Волинець.— Видавець ПП Пасічник М. П., 2009.— 576 с.
- Волинець М. Я бачив пекло на землі: Книга 7. Репортаж з пащі конвойного пса / Михтодь Волинець.— Видавець ПП Пасічник М. П., 2008.— 312 с.
- Волинець М. Я бачив пекло на землі: Книга 8. Досвітні вогні / Михтодь Волинець.— Видавець ПП Пасічник М. П., 2010.— 364 с.
- Волинець М. Я бачив пекло на землі: Книга 9. Розвал / Михтодь Волинець.— Видавець ПП Пасічник М. П., 2008.— 488 с.
- Волинець М. Я бачив пекло на землі: Книга 10. Червоний кримінал знущається над Україною / Михтодь Волинець.— Видавець ПП Пасічник М. П., 2008.— 412 с.